# Панфилов, Валерий Брониславович
Валерий Брониславович Панфилов (наст. фамилия — Костин; род. 25 октября 1958 года в Ленинграде) — советский и российский поэт, автор популярных песен, тележурналист, писатель.

## Биография
Валерий Панфилов получил известность как поэт-песенник в конце 1980-х годов благодаря таким хитам, как «Зеленоглазое такси», «Каждый возьмёт своё», «Горбун», «Отставной майор», «Крысолов» и многим другим, которые были написаны им совместно с композитором Олегом Квашой (его постоянным соавтором) Хотя у Панфилова были совместные работы и с другими композиторами, такими как, например, Владимир Густов, Евгений Ростовский, Сигизмунд Кац. Песни на стихи Валерия Панфилова входят в репертуар Аллы Пугачёвой, Михаила Боярского, Николая Караченцова, Ларисы Долиной, Игоря Скляра и других знаменитых артистов.
В 2003 году Панфилов и Кваша написали официальный Гимн к 300-летию Санкт-Петербурга — «Санкт-Петербург — гордая белая птица».

## Популярные песни
- «Крысолов» (музыка Олега Кваши) исполняет Алла Пугачёва
- «Зеленоглазое такси» (музыка Олега Кваши) исполняют Михаил Боярский, Олег Кваша
- «Горбун» (музыка Олега Кваши) исполняет Михаил Боярский
- «Провинциалка» (музыка Евгения Ростовского) исполняет Михаил Боярский
- «Отставной майор» (музыка Олега Кваши) исполняет Николай Караченцов
- «Югорская звезда» (музыка Олега Кваши) исполняет Николай Караченцов
- «Суббота есть суббота» (музыка Олега Кваши) исполняет Игорь Скляр, Олег Кваша
- «Оттепель» (музыка Олега Кваши) исполняет Лариса Долина
- «Я больше не хочу» (музыка Олега Кваши), лауреат Песни-88, исполняют Ирина Понаровская и Вэйланд Родд
- «Незажжённая свеча» (музыка Олега Кваши) (исполняет Ирина Понаровская)
- «Хочешь?» (музыка Олега Кваши) (исполняет Ирина Понаровская)
- «Бессонница» (музыка Олега Кваши) (исполняет Олег Кваша)
- «Сезон дождей» (музыка Олега Кваши) (исполняет Олег Кваша])
- «Гимн Санкт-Петербурга» (музыка Олега Кваши) (исполняет Олег Кваша)
- «Каждый возьмёт своё» (музыка Олега Кваши) (исполняют Олег Кваша и Валерий Панфилов)
- «Бегущая по волнам» (музыка Олега Кваши) (исполняют Лариса Долина, Анне Вески)
- «Мотив дождя и джаза» (музыка Олега Кваши) (исполняет Юрий Охочинский)
- «Двойник» (музыка Владимира Густова) (исполняет Владимир Густов)